# Ibrahima Bangoura
Ibrahima Bangoura (ur. 8 grudnia 1982 w Konakry) – gwinejski piłkarz grający na pozycji napastnika.

## Kariera
Ibrahima Bangoura rozpoczął swoją karierę we francuskim klubie FC Istres. W 2003 roku został zawodnikiem Troyes AC, zaś w sezonie 2005/2006 występował w ES Wasquehal. Bangoura w 2006 roku ponownie wrócił do Troyes. W 2009 roku przeszedł do tureckiego Denizlisporu.